# Curassanthura canariensis
Curassanthura canariensis es una especie de crustáceo isópodo marino de la familia Leptanthuridae.

## Distribución geográfica
Es endémica de Lanzarote, en las islas Canarias (España).